# Atsikí
Atsikí är en ort i Grekland.   Den ligger i prefekturen Nomós Lésvou och regionen Nordegeiska öarna, i den östra delen av landet, 250 km nordost om huvudstaden Aten. Atsikí ligger 25 meter över havet och antalet invånare är 886. Den ligger på ön Lemnos.
Terrängen runt Atsikí är platt åt sydost, men åt nordväst är den kuperad. Havet är nära Atsikí åt nordost. Runt Atsikí är det ganska glesbefolkat, med 23 invånare per kvadratkilometer. Närmaste större samhälle är Mýrina, 15,8 km sydväst om Atsikí. 